# نفلیباتا
نِفِلیباتا (به پرتغالی: nefelibata)، (به معنی لغوی کسی که بر روی ابرها راه می‌رود) اصطلاحی است که اولین بار بدست لیما بارتو در کتاب بروزوندانگاس برای نامیدن افرادی بکار رفت که سیستم‌های پیچیده ادبیاتی را خوار می‌شمارند و مفهوم را در قالب جملات و واژگان با ساختار ساده بیان می‌کنند. امروزه این واژه را برای کسانی بکار می‌برند که در رویاها و تخیلات خود غرق می‌شوند و از قراردادهای اجتماعی، هنری و ادبی جامعه پیروی نمی‌کنند.

## کاربرد
نفلیباتا از به هم پیوستن دو واژاه یونانی ساخته شده‌است. نِفِل (νεφέλη) به معنی ابر و باتا (βάτης) که از فعل باینو به معنی راه رفتن یا سرگردان بودن گرفته‌شده‌است. بنابراین نِفِلیباتا، رویاپردازی است که گویی در ابرها قدم می‌زند و چنان در دنیای تخیلات و رویاپردازی غرق است که از زمین و واقعیتی که پیرامونش را فراگرفته به‌دور مانده‌است. شاعران از این واژه استفاده‌هایی کرده‌اند؛ اولین بار روبن داریو (Ruben Dario) شاعر اسپانیایی‌زبان نیکاراگوئه در نامه منظوم خود به همسر لئوپولد لوگونز (نویسنده و روزنامه‌نگار آرژانتینی)، خود را نفلیباتا خواند.